# Dennis Andersen
Dennis Andersen (16 de mayo de 1978) es un deportista danés que compitió en vela en la clase 49er. Ganó una medalla de plata en el Campeonato Europeo de 49er de 2004.

## Palmarés internacional
| \| Campeonato Europeo \| Campeonato Europeo \| Campeonato Europeo \| Campeonato Europeo \| \| Año \| Lugar \| Medalla \| Clase \| \| ------------------ \| ------------------ \| ------------------ \| ------------------ \| \| 2004 \| Torbole (Italia) \| Medalla de plata \| 49er \| |                  |                  |       |
| Campeonato Europeo |                  |                  |       |
| Año | Lugar            | Medalla          | Clase |
| 2004 | Torbole (Italia) | Medalla de plata | 49er  |